# Altiplano
Altiplano (španski za „visoravan”), Kolao (kečuanski i ajmarski: Kulau, sa značenjem „mesto Kula”) ili Andska visoravan, u zapadno-centralnoj Južnoj Americi, je oblast gde su Andi najširi. To je najopsežnije područje visoravni na Zemlji izvan Tibeta. Glavnina Altiplana leži u Boliviji, dok njegovi severni delovi leže u Peruu, a južni u Čileu i Argentini.
Na visoravni se nalazi nekoliko gradova ove četiri države, uključujući El Alto, La Paz, Oruro i Puno. Severoistočni Altiplano je vlažniji od jugozapadnog područja. Ovo poslednje područje ima nekoliko slaništa, ili slanih područja, zbog svoje suvoće. Na granici između Bolivije i Perua nalazi se jezero Titikaka, najveće jezero u Južnoj Americi. Južno od njega u Boliviji se nalazilo jezero Poopo, koje je od decembra 2015. godine proglašeno isušenim i nepostojećim. Nije jasno da li se ovo drugo po veličini jezero u Boliviji može revitalizovati.
Altiplano je bio mesto nekoliko pretkolumbovskih kultura, uključujući Čiripa, Tijavanako i Carstvo Inka. Španija je osvojila ovaj region u 16. veku.
Glavne ekonomske aktivnosti u Altiplanu uključuju rudarstvo, stočarstvo lama i vikunja, i usluge u gradovima. Postoji donekle razvijen međunarodni turizam.

## Lokacija
Altiplano je područje unutrašnje drenaže (endoreizam) koje leži u centralnim Andima i zauzima delove severnog Čilea i Argentine, zapadne Bolivije i južnog Perua. Njegova visina u proseku iznosi oko 3.750 metara (12.300 stopa), nešto manja od visine Tibetanske visoravni. Za razliku od uslova u Tibetu, Altiplanom dominiraju masivni aktivni vulkani Centralne vulkanske zone na zapadu, kao što su Ampato (6.288 m), Tutupaka (5.816 m), Parinakota (6.348 m), Gualatiri (6.071 m), Paruma (5.728 m), Uturunku (6.008 m) i Likankabur (5.916 m) i Kordiljera Real na severoistoku sa planinama Ilampu (6.368 m), Uajna Potosi (6.088 m), Ankouma (6.427 m) i Ilimani (6.438 m). Pustinja Atakama, jedno od najsušnijih područja na planeti, leži jugozapadno od Altiplana; na istoku se nalazi vlažna Amazonska prašuma.
Altiplano je poznat po hipoksičnom vazduhu izazvanom veoma visokom nadmorskom visinom.

## Istorija
U različitim dobima tokom pleistocenske epohe, južni i severni Altiplano bili su prekriveni prostranim pluvijalnim jezerima. Ostaci su jezero Titikaka, koje opkoračuje granicu Peru-Bolivija, i Poopo, slano jezero koje se prostire južno od Orura u Boliviji. Salar de Ujuni, lokalno poznat kao Salar de Tunupa, i Salar de Koipasa su dve velike suve stane ravnice nastala nakon isušivanja paleojezera Altiplano.

## Klimatske zone
Termin Altiplano se ponekad koristi za identifikaciju nadmorske visine i vrste klime koja prevladava u njoj: ona je hladnija od one u tijera frija, ali ne tako hladna kao u tijera elada. Naučnici klasifikuju potonju kao klimu koja počinje na nadmorskoj visini od približno 4.500 metara (ili oko 15.000 stopa). Alternativni nazivi koji se koriste umesto altiplano u ovom kontekstu uključuju puna i paramos.

## Klima
Generalno je klima hladna i vlažna do polusuve, pa čak i sušna, sa srednjim godišnjim temperaturama koje variraju od 3 °C (37 °F) u blizini zapadnog planinskog venca do 12 °C (54 °F) u blizini jezera Titikaka; i ukupne godišnje kiše koje se kreću između manje od 200 mm (8 in) na jugozapadu do više od 800 mm (31 in) u blizini i iznad jezera Titikaka. Dnevni ciklus temperature je vrlo širok, sa maksimalnim temperaturama od12—24 °C (54—75 °F), a minimalnim od −20—10 °C (−4—50 °F)
Najhladnije temperature javljaju se u jugozapadnom delu Altiplana tokom zimskih meseci juna i jula. Upadljiv je sezonski ciklus kiša, sa kišnom sezonom koncentrisanom između decembra i marta. Ostatak godine je uglavnom suv, hladan, vetrovit i sunčan. Snežne padavine mogu se dogoditi između aprila i septembra, posebno na severu, ali nisu uobičajene (između jedan i pet puta godišnje).

## Geologija
Predloženo je nekoliko mehanizama za formiranje visoravni Altiplano; hipoteze pokušavaju da objasne zašto topografija u Andima uključuje ovo veliko područje niskog reljefa na velikoj nadmorskoj visini (visoka visoravan) unutar orogena:
- Postojanje slabosti u Zemljinoj kori pre tektonskog skraćivanja. Takve slabosti bi prouzrokovale podelu tektonske deformacije i uzdizanje u istočnim i zapadnim kordiljerima, ostavljajući potreban prostor za formiranje basena altiplano.
- Magmatski procesi ukorenjeni u astenosferi mogli su doprineti podizanju visoravni.
- Klima je kontrolisala prostorni raspored erozije i taloženja sedimenata, kontrolišući podmazivanje duž subdukujuće Naskanske ploče i time utičući na prenos tektonskih sila na Južnu Ameriku.
- Klima je takođe odredila stvaranje unutrašnje drenaže (endoreizam[5][6][7][8][9][10]) i zadržavanje taloga unutar Anda, potencijalno blokirajući tektonske deformacije u centralnom području između dva kordiljera i izbacujući deformacije prema bokovima orogena.[11]
- Konvektivno uklanjanje guste donje litosfere ispod Altiplana uzrokovalo je da taj region izostatički „pluta“ na višem nivou.

## Literatura
- Perez, Nicholas D.; Horton, Brian K. (2014). „Oligocene-Miocene deformational and depositional history of the Andean hinterland basin in the northern Altiplano plateau, southern Peru”. Tectonics. 33 (9): 1819—1847. Bibcode:2014Tecto..33.1819P. S2CID 128854175. doi:10.1002/2014TC003647.
- Herail, Gérard; Baby, Patrice; Soler, Pierre (1994). „El contacto Cordillera Oriental-Altiplano en Bolivia: Evolución tectónica, sedimentaria y geomorfológiaca durante el Mioceno” (PDF). 7°Congreso Geológico Chileno (на језику: Spanish). Actas Volumen I. Concepción, Chile: Universidad de Concepción. стр. 62—66.
- Horton, B.K.; Hampton, B.A.; Waanders, G.L. (2001). „Paleogene synorogenic sedimentation in the Altiplano plateau and implications for initial mountain building in the central Andes”. GSA Bulletin. 113 (11): 1387—1400. Bibcode:2001GSAB..113.1387H. doi:10.1130/0016-7606(2001)113<1387:pssita>2.0.co;2.
- Jiménez, Néstor; López Velásquez, Shirley; Santiváñez, Reynaldo (2009). „Evolución tectonomagmática de los Andes bolivianos” (PDF). Revista de la Asociación Geológica Argentina. 65: 36—67. Приступљено 2017-08-21.
- Baker, M.C.W; Francis, P.W (1978). „Upper Cenozoic Volcanism in the Central Andes – Ages and Volumes”. Earth and Planetary Science Letters. 41 (2): 175. Bibcode:1978E&PSL..41..175B. doi:10.1016/0012-821X(78)90008-0.
- A. J. Tankard; Ramiro Suárez Soruco; Welsink, Herman J. (1995). Petroleum Basins of South America. American Association of Petroleum Geologists. стр. 175. ISBN 978-0-89181-341-5.
- Litherland, M; Bloomfield, K (1981). „The proterozoic history of eastern Bolivia”. Precambrian Research. 15 (2): 157. Bibcode:1981PreR...15..157L. doi:10.1016/0301-9268(81)90027-9.
- Jones, J.P (1985). „The southern border of the Guaporé Shield in western Brazil and Bolivia: An interpretation of its geologic evolution”. Precambrian Research. 28 (2): 111—135. Bibcode:1985PreR...28..111J. doi:10.1016/0301-9268(85)90076-2.
- „Serrania Mutun, Chiquitos Province, Santa Cruz Department, Bolivia”. mindat.org. Приступљено 2006-10-20.
- M Litherland and G Power (1989). „The geologic and geomorphologic evolution of Serranía Huanchaca, eastern Bolivia: The legendary Lost World”. Journal of South American Earth Sciences. 2 (1): 1—17. Bibcode:1989JSAES...2....1L. doi:10.1016/0895-9811(89)90023-0., 1989.
- Mathers, S J, ур. (1991). „BGS Technical Cooperation in Latin America (1965–90)” (PDF). British Geological Survey Technical Report (WC191125): 19—28. Архивирано из оригинала (PDF) 13. 11. 2006. г. Приступљено 8. 4. 2017.
- del Potro, Rodrigo; Díez, Mikel; Blundy, Jon; Camacho, Antonio G.; Gottsmann, Joachim (2013). „Diapiric ascent of silicic magma beneath the Bolivian Altiplano”. Geophysical Research Letters. 40 (10): 2044—2048. Bibcode:2013GeoRL..40.2044D. S2CID 31771758. doi:10.1002/grl.50493. hdl:10261/88258 .
- Salisbury, M. J.; Jicha, B. R.; de Silva, S. L.; Singer, B. S.; Jimenez, N. C.; Ort, M. H. (2010). „40Ar/39Ar chronostratigraphy of Altiplano-Puna volcanic complex ignimbrites reveals the development of a major magmatic province”. Geological Society of America Bulletin. 123 (5–6): 821—840. Bibcode:2011GSAB..123..821S. doi:10.1130/B30280.1.
- Chmielowski, Josef; Zandt, George; Haberland, Christian (1999). „The Central Andean Altiplano-Puna magma body”. Geophysical Research Letters. 26 (6): 783—786. Bibcode:1999GeoRL..26..783C. S2CID 129812369. doi:10.1029/1999GL900078.
- De Silva, S.; Zandt, G.; Trumbull, R.; Viramonte, J. G.; Salas, G.; Jimenez, N. (2006). „Large ignimbrite eruptions and volcano-tectonic depressions in the Central Andes: a thermomechanical perspective”. Geological Society, London, Special Publications. 269 (1): 47—63. Bibcode:2006GSLSP.269...47D. S2CID 129924955. doi:10.1144/GSL.SP.2006.269.01.04.
- Schnurr, W. B. W.; Trumbull, R. B.; Clavero, J.; Hahne, K.; Siebel, W.; Gardeweg, M. (2007). „Twenty-five million years of silicic volcanism in the southern central volcanic zone of the Andes: Geochemistry and magma genesis of ignimbrites from 25 to 27°S, 67 to 72°W”. Journal of Volcanology and Geothermal Research. 166 (1): 17—46. Bibcode:2007JVGR..166...17S. doi:10.1016/j.jvolgeores.2007.06.005.
- Ramelow, Juliane; Riller, Ulrich; Romer, Rolf L.; Oncken, Onno (2005). „Kinematic link between episodic trapdoor collapse of the Negra Muerta Caldera and motion on the Olacapato-El Toro Fault Zone, southern central Andes”. International Journal of Earth Sciences. 95 (3): 529—541. S2CID 129227490. doi:10.1007/s00531-005-0042-x.

## Dodatna literatura
- Steinmetz, George (јул 2008). „Altiplano - Where Bolivia meets the sky”. National Geographic Magazine. Архивирано из оригинала 30. 06. 2008. г. Приступљено 09. 10. 2020.

## Spoljašnje veze
- Photo Gallery of Altiplano in Argentina, Bolivia and Chile
- Photo Gallery: Argentinian Puna
- Water resources of Chilean Altiplano

16° 00′ 13″ Ј; 69° 39′ 12″ З / 16.00358° Ј; 69.65332° З